# Пурная (приток Саланги)
Пурная — река в России, протекает в Вологодской области, в Тарногском районе. Устье реки находится в 6 км по левому берегу реки Саланга. Длина реки составляет 10 км.
Исток Пурной находится в лесах, в 25 км к юго-востоку от Тарногского Городка и в 20 км к юго-западу от Нюксеницы. Первоначально течёт на юг, в нижнем течении отклоняется к юго-востоку. Течёт по лесистой, ненаселённой местности. Крупных притоков и населённых пунктов нет.

## Данные водного реестра
По данным государственного водного реестра России относится к Двинско-Печорскому бассейновому округу, водохозяйственный участок реки — Северная Двина от начала реки до впадения реки Вычегда, без рек Юг и Сухона (от истока до Кубенского гидроузла), речной подбассейн реки — Сухона. Речной бассейн реки — Северная Двина.
По данным геоинформационной системы водохозяйственного районирования территории РФ, подготовленной Федеральным агентством водных ресурсов: 
- Код водного объекта в государственном водном реестре — 03020100312103000008978
- Код по гидрологической изученности (ГИ) — 103000897
- Код бассейна — 03.02.01.003
- Номер тома по ГИ — 03
- Выпуск по ГИ — 0